# لورد تيم هدسون
لورد تيم هدسون (بالإنجليزية: Lord Tim Hudson)‏ هو دي جيه بريطاني، ولد في 11 فبراير 1940 في برستبوري في المملكة المتحدة.

## وصلات خارجية
- لورد تيم هدسون على موقع IMDb (الإنجليزية)
- لورد تيم هدسون على موقع ميوزك برينز (الإنجليزية)
- لورد تيم هدسون على موقع ميوزك برينز (الإنجليزية)
- لورد تيم هدسون على موقع ديسكوغز (الإنجليزية)
- لورد تيم هدسون على موقع قاعدة بيانات الفيلم (الإنجليزية)